# ドクター・コネリー/キッドブラザー作戦
『ドクター・コネリー/キッドブラザー作戦』（イタリア語: O.K. Connery、英語: Operation Kid Brother）は1967年のイタリアの映画。
1960年代の『007シリーズ』人気に乗って製作されたスパイ・アクション映画の一つだが、主演のニール・コネリーは初代ジェームズ・ボンド役であるショーン・コネリーの実弟であり、主要キャストも『007シリーズ』に出演経験のある人物で固められた異色作となっている。

## キャスト
| 役名             | 俳優                         | 日本語吹替 |
| 役名             | 俳優                         | NETテレビ版 |
| ---------------- | ---------------------------- | --- |
| ニール・コネリー | ニール・コネリー             | 矢島正明 |
| セイア           | アドルフォ・チェリ           | 大平透 |
| マヤ             | ダニエラ・ビアンキ           | 池田昌子 |
| カニンガム       | バーナード・リー             | 早野寿郎 |
| アルファ         | アンソニー・ドーソン         | 千葉耕市 |
| ミルドレッド     | アガタ・フローリ             | 沢田敏子 |
| マックス         | ロイス・マクスウェル         | 寺島信子 |
| ヤスコ           | ヤマ・ヤスコ                 | |
| ファン           | フランコ・ジャコビーニ       | |
| ロッテ           | アナ・マリア・ノエ           | 川路夏子 |
| カート           | グイド・ロロブリジーダ       | |
| 競売人           | フランチェスコ・テンシ       | |
| 暗殺者           | ランフランコ・チェッカレッリ | |
| ウィルソン       | アルド・チェッコーニ         | |
| 不明 その他      | -                            | 村越伊知郎 辻村真人 浅井淑子 水島晋 藤本譲 村松康雄 国坂伸 石井敏郎 嶋俊介 筈見純 飯田有穂 塚田恵美子 秋元千賀子 福村恵 石川姫子 |
|                  |                              | |
| 演出             | 演出                         | 小林守夫 |
| 翻訳             | 翻訳                         | 進藤光太 |
| 効果             | 効果                         | TFC |
| 調整             | 調整                         | 前田仁信 |
| 制作             | 制作                         | 東北新社 |
| 解説             | 解説                         | 増田貴光 |
| 初回放送         | 初回放送                     | 1973年6月9日 『土曜映画劇場』 |

## スタッフ
- 監督：アルベルト・デ・マルチーノ
- 製作：ダリオ・サバテッロ
- 原案：パオロ・レヴィ
- 脚本：パオロ・レヴィ、フランク・ウォーカー
- 撮影：ジャンニ・ベルガミニ
- 音楽：エンニオ・モリコーネ